# Maurice Kelly
Maurice George Kelly (ur. 2 października 1924 w Nassau, zm. 26 listopada 1989 w Miami) – bahamski żeglarz, olimpijczyk.
Wziął udział w Letnich Igrzyskach Olimpijskich 1960 w klasie Dragon, wespół z Godfreyem Kellym i Percym Knowlesem. W końcowej klasyfikacji zajęli 18. miejsce wśród 27 startujących załóg. Ich najwyższą pozycją w poszczególnych wyścigach była 8. lokata, osiągnięta w rejsie piątym.
W 1961 roku uplasował się na 11. miejscu podczas mistrzostw świata w klasie Star (partner: Foster Clarke).
Członek Nassau Yacht Club, był m.in. jego wicekomandorem.